# 池田長政 (片桐池田家)
池田 長政（いけだ ながまさ）は、安土桃山時代から江戸時代初期にかけての武将。片桐池田家初代。

## 生涯
天正3年（1575年）、池田恒興の四男として尾張国犬山に誕生した。幼少時に片桐俊元の養子となり、慶長2年（1597年）に俊元が死去すると、家督と三河国新庄7000石の所領を継いだ。
『池田家履歴略記』によれば、慶長5年（1600年）の関ヶ原の戦いで兄・輝政と共に東軍に与して織田秀信の籠る岐阜城攻めで軍功を挙げ、本戦にも参戦した。この功により、戦後に1万5000石を加増され2万2000石となり、播磨国赤穂城主に任じられたが、一説には東西どちらが勝っても池田氏が存続できるように、兄の命令で西軍に与していたともいわれる。
その後、さらに1万石の加増を受け、最終的に備前国下津井3万2000石の領主となる（1603年）。江戸城普請や駿府城普請でも功績を挙げた。
慶長12年（1607年）7月20日、伊勢国庄野庄にて死去した。享年33。家督は子の長明が継いだ。長政の家系は輝政の孫・池田光政から始まる岡山藩の家老（片桐池田家）として明治時代まで存続した。

## 系譜
- 父：池田恒興（1536年 - 1584年）
- 母：善応院（? - 1604年） - 荒尾善次娘
- 養父：片桐俊元
- 正室：加藤嘉明次女
  - 嫡男：池田長明（1606年 - 1679年）
- 生母不明の子女
  - 女子：片桐采女室
  - 女子：池田長吉養女、山崎家治正室